# Frank Bolus
Frank Bolus (1870- 1945) fue un botánico sudafricano.
Trabajó como curador, junto con su esposa la colega Louisa Kensit en el "Herbario Bolus" (fundado por su padre, Harry Bolus), estudiando las familias Iridaceae y Oxalidaceae, y aún luego de retirado y hasta su deceso en 1945. Describió más de cuarenta nuevos taxones según IPNI.

## Honores

### Eponimia
- (Iridaceae) Hesperantha bolusii R.C.Foster[2]
- (Iridaceae) Ixia bolusii G.J.Lewis[3]

- La abreviatura «F.Bolus» se emplea para indicar a Frank Bolus como autoridad en la descripción y clasificación científica de los vegetales.[4]